# Painkiller (hudební skupina)
Painkiller (nebo také Pain Killer) byla americká experimentální hudební skupina, založená v roce 1991. Ve skupině hráli vždy tři hlavní členové, které většinou doprovázeli ještě další hudebníci. Hlavními členy byli saxofonista John Zorn, baskytarista Bill Laswell a bubeník Mick Harris. V letech 1991 a 1992 skupina vydala dvě bezmála půlhodinová EP. Roku 1994 vyšlo album Execution Ground obsahující tři dlouhé skladby doplněné o dvě ambientní dubové verze skladeb. Později došlo k několika krátkodobým obnovením činnosti. V roce 2024 byla skupina obnovena v klasické sestavě. Od té doby vydala tři nová alba.

## Diskografie
- Guts of a Virgin (EP, 1991)
- Buried Secrets (EP, 1992)
- Rituals: Live in Japan (1993)
- Execution Ground (1994)
- Painkiller: The Collected Works (1997)
- Guts of a Virgin/Buried Secrets (1998)
- Talisman: Live in Nagoya (2002)
- 50th Birthday Celebration Volume 12 (2005)
- Samsara (2024)
- The Equinox (2025)
- The Great God Pan (2025)